# Max von Laue
Max Theodor Felix von Laue (n. 9 octombrie 1879, Koblenz, Imperiul German – d. 24 aprilie 1960, Berlinul Occidental, Germania sub ocupație aliată) a fost fizician german, profesor universitar la Berlin și Göttingen, laureat al Premiului Nobel pentru Fizică în  anul 1914.

## Motivația juriului Nobel
"pentru descoperirea difracției razelor X în cristale."

## Viața
Max von Laue a fost elev al lui Max Planck. În anul 1931 a formulat teoria dinamică a interferențelor, datorată reticulelor tridimensionale ("Unde ale materiei și interferențele lor"). A avut contribuții în optică, în istoria fizicii : a propus o metodă de cercetare cu ajutorul căreia a fost descoperită în 1912 difracția radiaților X pe cristale.
Max von Laue  a scris lucrări privind supraconductibilitatea, teoria relativității, teoria cuantică, fizica atomică și istoria fizicii.

## Opera
- "Teoria relativității"
- "Tabloul fizic al lumii"